# NGC 84
Az NGC 84 egy csillag az Andromeda (Androméda) csillagképben, amelyet William Herschel fedezett fel 1784. október 1-jén. Az NGC katalógusban szereplő objektumok közé tartozik, amelyeket John Dreyer gyűjtött össze a 19. század végén. Az Andromeda csillagkép a legfeltűnőbb égi objektumairól, köztük az Androméda-galaxisról híres, amely az egyik legközelebbi nagy spirálgalaxis a Tejútrendszerhez. Az NGC 84 csillagot asztrofizikai szempontból elsősorban színképének elemzése alapján vizsgálják, ami lehetővé teszi a hőmérséklet, a gravitáció és a csillag fényességének meghatározását.

## Felfedezése
Guillaume Bigourdan fedezte fel 1884. november 14-én. Az objektumot korábban a PGC 1384 jelöléssel is azonosították, így szerepel például a Wikisky online csillagászati térkép programban is. Az NGC (New General Catalogue) katalógusban való szereplését az égi objektumok rendszerezése során kapta, amelyben számos galaxis, csillaghalmaz és ködösség található.
A csillag vagy galaxis pontos besorolása és vizsgálata során különös figyelmet fordítanak a színképelemzésre, ami segít meghatározni az objektum fizikai tulajdonságait, például hőmérsékletét és kémiai összetételét. Az NGC-katalógus az egyik legjelentősebb csillagászati gyűjtemény, amely számos, vizuálisan is megfigyelhető égitestet tartalmaz.
Az objektum az Androméda csillagkép területén található, amely különösen híres az Androméda-galaxisról (M31), a Tejútrendszerhez legközelebbi nagy spirálgalaxisról.

## Tudományos adatok
Az NGC 84 egy korábban tévesen azonosított objektum az Andromeda csillagképben, amelyet Guillaume Bigourdan fedezett fel 1884. november 14-én. Az objektumot gyakran azonosítják a PGC 1384 katalógusszám alatt is, különösen a modern csillagászati adatbázisokban, mint például a Wikisky.
A csillagászati megfigyelések során az NGC 84 a következő tudományos jellemzőkkel bír:

### Alapvető adatok
- NGC-azonosító: NGC 84
- PGC-azonosító: PGC 1384
- Felfedező: Guillaume Bigourdan
- Felfedezés dátuma: 1884. november 14.
- Típus: A pontos besorolása bizonytalan, de valószínűleg egy galaxis vagy csillagszerű objektum.

### Spektrális osztály és megjelenés
Az NGC 84 színképét és fényességét a modern távcsöves megfigyelések során pontosították. A színképelemzés kulcsfontosságú a hőmérséklet, kémiai összetétel, fémesség és távolság meghatározásában. Az NGC-katalógusba felvett objektumok jellemzően elnyelési vonalakkal rendelkeznek, amelyek alapján a fényforrás mögött található anyag összetételére következtethetünk.

### Helyzete az égen
- Csillagkép: Androméda
- Látszó fényesség: Kb. 14,0 magnitúdó, ami azt jelenti, hogy vizuális megfigyeléséhez nagy teljesítményű amatőr vagy profi távcső szükséges.
- Távolság a Földtől: Nincs pontosan meghatározva, de feltételezhetően több millió fényévre található.

Az NGC 84-et az 1880-as években katalogizálták, amikor az égi objektumok rendszerezése zajlott. Az NGC-katalógus az egyik legfontosabb csillagászati lista, amelyet John Louis Emil Dreyer állított össze.

## Megfigyelési lehetőség
Az NGC 84 egy rendkívül halvány objektum, amelyet csak nagy teljesítményű távcsövekkel lehet megfigyelni. Az objektum megfigyelése az északi féltekén ősszel és télen a legkedvezőbb, különösen októbertől decemberig.

### Megfigyelési ajánlások
- Minimális távcsőméret: 300 mm-es (12 hüvelykes) átmérőjű távcső
- Legjobb megfigyelési módszer: CCD-kamerás megfigyelés vagy hosszú expozíciójú asztrofotográfia
- Legjobb időszak: október és december között, éjfél körüli órákban

Az NGC 84 azonosítása körül sokáig zavar volt a csillagászati adatbázisokban. Egyes források a PGC 1384 jelű galaxisként azonosították, de az újabb kutatások szerint az NGC 84 valójában nem galaxis, hanem csillag. Ez a téves azonosítás a SIMBAD adatbázisban is megjelent.

## Történeti háttér
Guillaume Bigourdan francia csillagász az 1880-as években végzett szisztematikus megfigyeléseket az éjszakai égbolton. Az NGC 84 az egyik azon objektumok közül, amelyeket a New General Catalogue részeként rögzítettek. Bigourdan munkája hozzájárult az égbolt pontosabb feltérképezéséhez és a halvány objektumok katalogizálásához.